# Ваља Лунга Огреа (Дамбовица)
Ваља Лунга Огреа (рум. Valea Lungă Ogrea) насеље је у Румунији у округу Дамбовица у општини Ваља Лунга. Oпштина се налази на надморској висини од 314 m.

## Становништво
Према подацима из 2002. године у насељу је живело 1426 становника, од којих су сви румунске националности.